# New York Red Bulls 2008
 Questa voce raccoglie le informazioni riguardanti il New York Red Bulls nelle competizioni ufficiali della stagione 2008.

## Stagione
I New York Red Bulls terminano il campionato al 5º posto di Eastern Conference e in ottava posizione nella classifica generale. Qualificatisi ai play-off, giungono fino alla finale dove vengono sconfitti dal Columbus Crew per 3-1.

## Maglie e sponsor
| Casa | Trasferta |

## Rosa
| N. |                                 | Ruolo | Calciatore          |
| -- | ------------------------------- | ----- | ------------------- |
| 2  | Stati Uniti (bandiera)          | D     | Kevin Goldthwaite   |
| 3  | Stati Uniti (bandiera)          | D     | Hunter Freeman      |
| 4  | Stati Uniti (bandiera)          | D     | Carlos Mendes       |
| 5  | Stati Uniti (bandiera)          | D     | Steve Jolley        |
| 6  | Stati Uniti (bandiera)          | C     | Seth Stammler       |
| 7  | Stati Uniti (bandiera)          | A     | Mike Magee          |
| 8  | Bosnia ed Erzegovina (bandiera) | C     | Siniša Ubiparipović |
| 9  | Colombia (bandiera)             | A     | Juan Pablo Ángel    |
| 10 | Stati Uniti (bandiera)          | A     | Claudio Reyna       |
| 11 | Paesi Bassi (bandiera)          | A     | Dave van den Bergh  |
| 12 | Sudafrica (bandiera)            | C     | Danleigh Borman     |
| 13 | Venezuela (bandiera)            | C     | Jorge Rojas         |

| N. |                          | Ruolo | Calciatore             |
| -- | ------------------------ | ----- | ---------------------- |
| 15 | Stati Uniti (bandiera)   | C     | John Wolyniec          |
| 17 | Stati Uniti (bandiera)   | A     | Jozy Altidore          |
| 18 | Stati Uniti (bandiera)   | P     | Jon Conway             |
| 19 | Giamaica (bandiera)      | C     | Dane Richards          |
| 20 | Colombia (bandiera)      | A     | Oscar Echeverry        |
| 23 | Argentina (bandiera)     | C     | Juan Pietravallo       |
| 26 | Porto Rico (bandiera)    | A     | Christopher Megaloudis |
| 27 | Nuova Zelanda (bandiera) | D     | Andrew Boyens          |
| 32 | Stati Uniti (bandiera)   | C     | Luke Sassano           |
| 33 | Austria (bandiera)       | D     | Chris Leitch           |
| 60 | Stati Uniti (bandiera)   | C     | Jeff Parke             |